# Antas (Penedono)
Antas ist ein Ort und eine ehemalige Gemeinde (Freguesia) im portugiesischen Kreis Penedono. Die Gemeinde hatte 183 Einwohner (Stand 30. Juni 2011).
Am 29. September 2013 wurden die Gemeinden Antas und Ourozinho zur neuen Gemeinde União das Freguesias de Antas e Ourozinho zusammengeschlossen. Antas ist Sitz dieser neu gebildeten Gemeinde.